# Raphael Saadiq
Raphael Saadiq, pseudonimo di Charlie Ray Wiggins (Oakland, 14 maggio 1966), è un cantante, musicista, produttore discografico e autore musicale statunitense, associato spesso al movimento musicale neo soul.

## Biografia
Dopo aver terminato nel 1984 le scuole superiori, quando incontra ad un tour Prince e Sheila E. inizia a lavorare nel campo della musica con il fratello  Dwayne Wiggins ed il cugino Timothy Christian, fondando i Tony! Toni! Toné!.
Il primo LP è Little Walter del 1988 mentre il secondo esce nel 1990 con il nome di Revival, con i singoli Feels Good e It Never Rains (In Southern California), vende sei milioni di copie.
Raphael lascia il gruppo e si dedica alla carriera solista: nel 1995 realizza i brani Me & You e Ask Of You, rispettivamente per le colonne sonore dei film Boyz n The Hood e Higher Learning. Prova con un gruppo i Lucy Pearl, con Ali Shaheed Muhammad degli A Tribe Called Quest e Dawn Robinson delle En Vogue con un solo LP, uscito nel 2000.
In seguito Saadiq produce e lavora con le TLC, i Roots, Macy Gray e D'Angelo, con il quale vince un Grammy Award per il brano Untitled.
Pubblica Instant Vintage, album solista che gli procura cinque nomination al Grammy anche rimanendo senza contratto con una major. Lo stesso anno, sotto la sua etichetta Pookie Entertainment, esce il disco live All the Hits at the House of Blues. Nel 2004, grazie al precedente successo, pubblica Ray Ray dove fra gli altri partecipa Babyface. È della prima metà del 2011 il suo ultimo lavoro Stone Rollin'.
A gennaio 2012 viene scelto da Elton John per suonare nel suo nuovo album The Diving Board per piano, basso e batteria.
Raphael Saadiq è il fratello minore di Janice Marie Johnson, cantante dei A Taste of Honey.

## Discografia
- 2002 - Instant Vintage
- 2003 - All Hits at the House of Blues
- 2004 - Ray Ray
- 2008 - The Way I See It
- 2011 - Stone Rollin'
- 2019 - Jimmy Lee